# 弗里茨
弗里茨（德語：Föritz，發音：[ˈføːʁɪts]）是德国图林根州松讷贝格县曾经的一个市镇，面积32.12平方千米，人口为人。2018年7月6日，弗里茨与另外2个市镇合并为新市镇弗里茨塔尔。